# قلعه کهنه سراوان
قلعه کهنه سراوان مربوط به دوره قاجار است و در بافت قدیم شهرستان سراوان، محله کهنه کلا، خیابان امام خمینی واقع شده و این اثر در تاریخ ۱۶ شهریور ۱۳۸۳ با شمارهٔ ثبت ۱۱۰۹۴ به‌عنوان یکی از آثار ملی ایران به ثبت رسیده است.